# Биласки, Александер Брюс
Александер Брюс Биласки (2 апреля 1883, округ Монтгомери, штат Мэриленд, США — 19 февраля 1964, Кингс-Пойнт, округ Нассо, штат Нью-Йорк, США) — американский государственный деятель. Директор Бюро расследований США.

## Биография
- в 1904 году после окончания университета Джорджа Вашингтона поступил на работу в Департамент Юстиции США.
- направлялся специальным следователем в Оклахому. Затем переведён в Вашингтон и принят на работу в Бюро расследований где вскоре стал помощником его начальника по административной части.
- в 1912 году генеральным прокурором назначен директором Бюро расследований, проработал на данной должности до 1919 года.
- в 1919 году ушёл из БР и занялся частной юридической практикой.
- с 1929 по 1959 год возглавлял отдел по расследованию поджогов при Национальном совете страхования от пожаров, одновременно с 1938 года президент Общества бывших специальных агентов.